# إيان ماكاي
إيان ماكاي (بالإسبانية: Ian Mackay) (14 يوليو 1986 بلا كورونيا في إسبانيا - ) هو لاعب كرة قدم إسباني في مركز حراسة المرمى. لعب مع أتليتيكو بالياريس وبونفيرادينا وديبورتيفو فابريل وراسينغ فيرول ونادي ساباديل ونادي سبتة ونادي فيسينداريو وCD Universidad de Oviedo ‏ وSD Ciudad de Santiago ‏ وCD Boiro ‏.

## وصلات خارجية
- إيان ماكاي على موقع قاعدة بيانات كرة القدم.إي يو (الإنجليزية)
- إيان ماكاي على موقع Soccerway.com (الإنجليزية)